# Pavel Hanuš
Pavel Hanuš (8. června 1928 Praha – 8. února 1991 Praha) byl český spisovatel, dramatik, scenárista a publicista.

## Život
Pocházel z dělnické rodiny. Po ukončení měšťanské školy roku 1943 pracoval ve slévárně v ČKD a jako zřízenec v Živnostenské bance. Od počátku roku 1945 do konce války byl v táboře nucených prací ve Slezsku. Pak dálkově vystudoval novinařinu na Vysoké škole politické a sociální v Praze.
Pracoval v různých organizacích a v různých funkcích:
- 1946–1950: pracovník Kulturního odboru Ústředního výboru Svazu české mládeže.
- 1948–1950: vedoucí redaktor mládežnického kulturněpolitického a propagandisticko-výchovného časopisu Směna.
- 1950–1952: scenárista a dramaturg Československého státního filmu.
- 1953–1955: pracovník Literárního odboru Ústředního domu lidové tvořivosti.
- 1956–1962: literát na volné noze (živil se především jako publicista a autor reportáží pro deník Mladá fronta a časopis Květy.
- 1957–1963: příležitostně spolupracoval s malířem Miroslavem Liďákem při vytváření kreslených vtipů pod pseudonymem Haďák.
- 1963–1964: placený předseda závodní organizace KSČ ve Svazu československých spisovatelů.
- 1965–1968: redaktor měsíčníku Plamen.
- 1969–1972: opět literát na volné noze.

V roce 1964 se stal zakládajícím členem a předsedou Odboru přátel a příznivců Slavie, který měl za cíl zachránit a pozdvihnout fotbalovou Slavii, toho času živořící ve druhé fotbalové lize. Roku 1972 vážně onemocněl a byl mu přiznán trvalý invalidní důchod.
Svou literární činnost zahájil jako básník, když na přelomu 40. a 50. let časopisecky publikoval poměrně naivní dobové verše. Následně se zaměřil na tvorbu tendenčních satiricky zaměřených aktovek a scének a ideově zaměřených divadelních her. Psal také detektivní příběhy pro dospělé i pro děti. Během 70. a 80. let přenesl těžiště své spisovatelské činnosti do tvorby televizních a rozhlasových scénářů komediálního, detektivního a společensky mravoličného charakteru, které se však vyznačují hodnotovou nevyrovnaností.

## Dílo

### Poezie
- Žijí v nás (1954), sestavil Pavel Hanuš a Karel Mlčoch, sbírka básní a skladeb lidových autorů k úmrtí Josifa Vissarionoviče Stalina a Klementa Gottwalda.

### Divadelní hry
- Zítra přijde bouře (1953), aktovka.
- Nešel tudy mladý člověk? (1955), pásmo satirických scének.
- Zpěněný kůň (1960), legionářské drama odehrávající se v červenci roku 1918 v Zauralí, které řeší problematiku účasti československých legionářů v občanské válce v Rusku.
- Hašek a tajný Vinca, (1961), divadelní hra.

### Próza
- Zábavný večer (1949), humoristické scénky, společně s Jarmilem Sekerou a Máriem Ilkem.
- Jupiter s pávem (1957), detektivní román o zločinné činnosti protistátní skupiny a o jejím zneškodnění kolektivem mladých příslušníků státní bezpečnosti.
- Malý katechismus (1959), kniha vtipů beze slov, společně s malířem Miroslavem Liďákem pod pseudonymem Haďák.
- Železným deštěm (1962), román podle divadelní hry Zpěněný kůň.
- Případy pana Bábovky (1962), sbírka detektivních povídek pro mládež, které skupince chlapců vypráví pracovník Veřejné bezpečnosti.

## Filmové scénáře
- Past na kachnu (1978), režie Karel Kovář.
- Fešák Hubert (1985), režie Ivo Novák.

## Televizní scénáře
- Tanec kolem družice (1959), režie Antonín Moskalyk,
- Klapzubova jedenáctka (1968), režie Eduard Hofman, společně s Hofmanem, podle Eduarda Basse,
- Zvony pana Mlácena (1973), režie Zdeněk Podskalský, podle Jaroslava Haška,
- Konec agenta č. 312 (1974), režie Václav Hudeček, podle Jaroslava Haška,
- Tři muži se žralokem (1975), režie Zdeněk Podskalský, podle Jaroslava Haška,
- Španělská hra (1976), režie Vladimír Kavčiak,
- Zákon starého muže (1976), režie Jaroslav Novotný,
- Preclíková válka (1977), režie Karel Pokorný,
- Smrt paprsku (1977), režie Zdeněk Kubeček,
- Když kluci drží basu (1978), režie Tomáš Svoboda,
- Výhra admirála Kotrby (1981), režie Petr Schulhoff,
- Ztracený manžel a zastřelený výhybkář (1981), režie Jan Schmid,
- Zelená tráva (1982), režie Zdeněk Kubeček,
- Slečna se špatnou pověstí (1982), režie Evžen Sokolovský,
- Velitel (1982), režie Zdeněk Kubeček,
- Pozor, je ozbrojen (1985), režie Antonín Moskalyk,
- Pokus o izolaci viru N (1986), režie Václav Hudeček,
- Případ kapitána Bábovky (1988), režie Josef Platz,
- Talent (1989, režie Ivo Paukert,
- Prosím, vaše lordstvo! (1990), režie Pavel Háša, podle Pelhama Grenvilla Wodehouseho.

## Spolupráce s rozhlasem

### Rozhlasové hry
- Přiznání (napsáno 1964, premiéra 1968), rozhlasová hra.
- Spartakus (1963), divadelní hra, tiskem 1986.
- Fotbalista PU, (1967), moderní rozhlasová pohádka.
- Smetanův klavír (1980), rozhlasová hra.
- Balada z podzemí (1981), rozhlasová hra. Původní název Balada z kanálu.
- Smutek jazzového trumpetisty (1982), rozhlasová hra.
- Muž z naší ulice (1982), rozhlasová hra.
- Clifton (1982), rozhlasová hra.
- Haškova prosincová noc (1983), rozhlasová hra.
- Od pátku do neděle aneb Osada údolí stonů (1984), šestidílný rozhlasový seriál.
- Tři na vysoké skále (1985), rozhlasová hra.
- Šest rozhněvaných mužů a jedna žena (1986), rozhlasová hra.
- Putování kolem kotouče (1987), rozhlasová hra.
- Jubileum (1988), rozhlasová hra.
- Transakce AGT, (1989), rozhlasový seriál.
- Na co umíráme (1989), rozhlasová hra.

### Ostatní
- To všechno ten vůl, (1949), rozhlasová scénka.
- Svazácká poezie (1949), pásmo.
- Anekdota agronoma Andrejska (1961), rozhlasová scénka.
- Hodina literatury (1962), rozhlasová scénka.
- Z redakčního stolu Plamene, (1967), pásmo.
- Je to kulatý... (1982), epizoda ze seriálu Jak se máte, Vondrovi?.
- Nebezpečné stopy, (1985), epizoda ze seriálu Jak se máte, Vondrovi?.
- Z černé kroniky, (1988), epizoda ze seriálu Jak se máte, Vondrovi?.
- Sázky a sázkaři, (1989), rozhlasová hra ze seriálu Jak se máte, Vondrovi?.